# Битва у моста Цзецяо
Битва у моста Цзецяо — сражение между Юанем Шао и Гунсунем Цзанем, произошедшая в 191 году в конце периода империи Хань. Сражение стало первым заметным вооруженным столкновением между соперничающими военачальниками за обладание провинциями Цзичжоу и Цинчжоу в Северном Китае. Считается, что сражение произошло к востоку от современного уезда Вэйсянь в Хэбэе.

## Ситуация накануне сражения

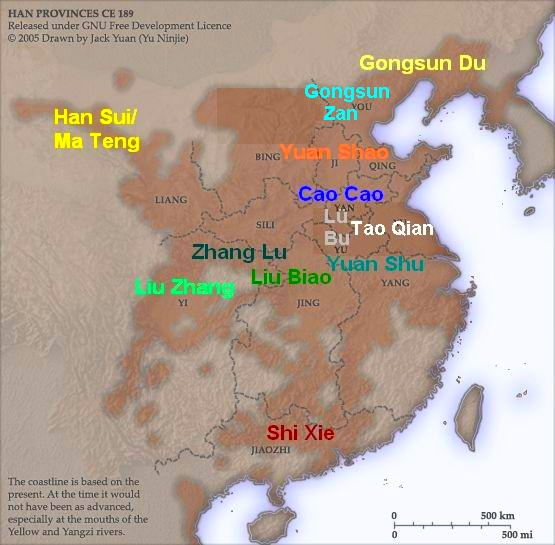
Контроль военачальников над различными частями империи Хань в 194 году. Гунсунь Цзань подписан голубым цветом, Юань Шао — оранжевым

В конце зимы 191 года, после победоносной кампании против оставшихся мятежников Восстания Жёлтых повязок, Гунсунь Цзань, под предлогом мщения за смерть брата, Гунсуня Юэ, в битве при Янчэне, объявил войну Юаню Шао. Армия Гунсуня выдвинулась на юго-запад между реками Цинхэ и Хуанхэ в Цзичжоу. Вскоре многие города, находившиеся под контролем Юаня, были вынуждены сменить сторону. Юань Шао поспешил сделать примирительный жест, чтобы предотвратить полномасштабную войну: наместником в Бохай был назначен Гунсунь Фань, дальний родственник Гунсуня Цзаня. Однако Гунсунь Фань вместе с гарнизоном Бохая перешёл на сторону своего родственника.

## Сражение
Через некоторое время Юань Шао собрал войско, и противники встретились в 40 км к югу от моста Цзецяо через реку Цинхэ. Войско Гунсуня Цзаня насчитывало 40 000 воинов, из них 30 000 пехоты и 10 000 конницы. Пехота построилась в каре, конница разместилась на правом и левом флангах. В центре находились «белолошадные добровольцы» (白馬義從) — элитные верховые воины, составлявшие ударное ядро. Хотя источники не уверены в точных цифрах, количество воинов характеризуется как впечатляющее. В «Сань-го чжи» даётся следующее описание: «…флаги и доспехи озарили небо и землю». Хотя Юань Шао обладал войском сопоставимого размера, оно практически полностью состояло из пехоты. В авангарде встал командующий Цюй И, возглавивший 800 лучших солдат и 1000 арбалетчиков. За ними стояли остальные бойцы численностью в десятки тысяч человек, которым командовал сам Юань Шао.
Заметив, что авангард противника сильно растянут, опытный всадник Гуньсун Цзань отдал приказ атаковать коннице. Он планировал разрушить построение Юаня, уничтожив ядро его войска, а затем ударить вдогонку отступающим. Воины Цюя И образовали стену из щитов и ждали нападения. Когда конница противника была всего в десяти шагах, арбалетчики открыли стрельбу, затем настал черёд копейщиков, встретивших атакующих копьями. В результате атаки перед рядами Юаня Шао образовались завалы из трупов лошадей и воинов Гунсуня Цзаня. В стычке погиб генерал Янь Ган. По некоторым данным, воинами Юаня Шао было убито до 1000 человек. Не сумев прорвать вражеские линии, конница Гунсуня развернулась и устремились прочь от места битвы, за ней последовала пехота.
Гунсунь Цзань попытался перегруппироваться и удержаться на линии реки Цинхэ. Его арьергард вступили в бой воинами Цюя И на мосту Цзецяо, но был отброшен за реку. Наступавшие быстро захватили покинутый лагерь вместе с хвостом яка (аналогом полкового знамени европейских армий).
Считая, что Гунсунь почти повержен, Юань Шао бросился в погоню в сопровождении нескольких десятков арбалетчиков и сотен пехотинцев. Его застигли врасплох 2000 всадников, ранее выведенных Гунсунем из состава основных сил в резерв. Согласно «Сань-го чжи», помощник Юаня Шао, Тянь Фэн, предложил командиру спрятаться за стеной. В ответ Юань бросил свой шлем на землю, и сказал: «Настоящий мужчина должен умереть в передних рядах. Прятаться за стенами — это не жизнь!». Но вражеские всадники, не узнав Юаня Шао, начали отступать, увидев спешащего к ним отряд Цюя И.

## Последствия
Битва у моста Цзецяо остановила продвижение на юг Гунсуня Цзаня, но не стала решающей в затянувшейся борьбе между ним и Юанем Шао. Через год, зимой 192 года, Гунсунь вернулся тем же путём, и противостояние продолжалось до 199 года. Поражение существенно не повлияло на состояние войска Гунсуня, по-видимому, многие воины, бежавшие с поля боя, через некоторое время вернулись на службу.
Сражение было подробно описано в «Сань-го чжи», хотя обычно китайские хроникёры пренебрегают описанием расположений войск и тактики. Битва показала неэффективность применения даже опытного конного отряда против дисциплинированной пехоты под грамотным командованием. Хотя численность войск заявлена высокой, в действительности исход определила небольшая элитная часть всех сил. Как только ударное ядро было повержено, деморализованные массы перестали сопротивляться.